# Teresa Ann Savoy
Teresa Ann Savoy (Londra, 18 luglio 1955 – Milano, 9 gennaio 2017) è stata un'attrice britannica, che ha recitato per lo più in lavori cinematografici e televisivi italiani.

## Biografia
Fuggita di casa a 16 anni per raggiungere una comunità hippy a Terrasini (PA), in Sicilia, Teresa Ann Savoy balzò all'attenzione dei media dopo la sua apparizione sul numero di ottobre 1973 del mensile Playmen. L'anno successivo Alberto Lattuada lanciò la sua carriera cinematografica, offrendole la parte della quindicenne ritardata Clotilde in Le farò da padre, dopodiché Miklós Jancsó la volle in Vizi privati, pubbliche virtù (1976) e Il cuore del tiranno (1981). Negli stessi anni la Savoy incontrò Tinto Brass, con cui girò Salon Kitty (1976) e il controverso Caligola (1979), prodotto da Bob Guccione, il proprietario di Penthouse: in quest'ultima pellicola la Savoy ereditò il ruolo di Drusilla da Maria Schneider, che all'ultimo momento decise di non voler girare scene di nudo, defilandosi dal progetto.
Pur lavorando con frequenza anche per la televisione (Poco a poco, 1980; La Certosa di Parma, 1982; Rose, episodio della miniserie Quattro storie di donne, 1989), negli anni ottanta continuerà a recitare al cinema sia al fianco di Stefania Sandrelli in La disubbidienza (1981) di Aldo Lado e D'Annunzio (1987) di Sergio Nasca che in Il ragazzo di Ebalus (1984) di Giuseppe Schito e La donna del traghetto (1986) di Amedeo Fago. Alla fine del decennio la Savoy abbandonò il mondo dello spettacolo, salvo ritornare per un'ultima apparizione nel film La fabbrica del vapore (2000) di Ettore Pascucci. 
Morì per un tumore nel gennaio 2017 all'età di 61 anni.

## Vita privata
Teresa Ann Savoy visse a Milano ed ebbe due figli.

## Filmografia

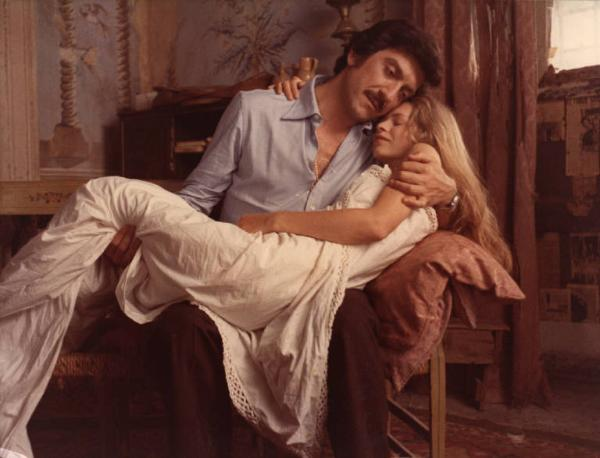
Teresa Ann Savoy con Gigi Proietti in una scena del film Le farò da padre (1974)

### Cinema
- Le farò da padre, regia di Alberto Lattuada (1974)
- Salon Kitty, regia di Tinto Brass (1976)
- Vizi privati, pubbliche virtù, regia di Miklós Jancsó (1976)
- La tigre è ancora viva: Sandokan alla riscossa!, regia di Sergio Sollima (1977)
- Caligola, regia di Tinto Brass (1979)
- La disubbidienza, regia di Aldo Lado (1981)
- Il cuore del tiranno, regia di Miklós Jancsó (1981)
- Il ragazzo di Ebalus, regia di Giuseppe Schito (1984)
- La donna del traghetto, regia di Amedeo Fago (1986)
- D'Annunzio, regia di Sergio Nasca (1987)
- La fabbrica del vapore, regia di Ettore Pasculli (2000)

### Televisione
- Poco a poco, regia di Alberto Sironi – miniserie TV (1980)
- La certosa di Parma, regia di Mauro Bolognini – miniserie TV, puntata 3 (1982)
- Capitaine X, regia di Bruno Gantillon – miniserie TV (1983)
- Quando arriva il giudice, regia di Giulio Questi – miniserie TV, episodio Addio maschio crudele (1986)
- Rose di Tomaso Sherman, episodio della miniserie TV Quattro storie di donne (1989)

## Doppiatrici italiane
- Emanuela Rossi in Le farò da padre
- Liliana Sorrentino in D'Annunzio
- Isabella Pasanisi in Caligola